# Тиберий Клавдий Балбил
Тиберий Клавдий Балбил (на латински: Tiberius Claudius Balbillus, на гръцки: Τιβερίος Κλαύδιος Βαλβίλλος; 3 – 79) е египетско-гръцки астролог.

## Биография
Произлиза от Египет. Син е на астролога Тиберий Клавдий Трасил и на принцеса Ака II, дъщеря на Антиох II| и внучка на цар Антиох I Тео от Комагена. Брат е на Ения, която се омъжва за Квинт Суторий Макрон, преториански префект (31 г.).
Балбил е префект (praefectus Aegypti), управител на римската провинция Египет през 55 – 59 г. след Луций Лузий Гета и е сменен от Луций Юлий Вестин.
Балбил е баща на Клавдия Капитолина, която се омъжва за комагенския гръцки принц Гай Юний Антиох Епифан (първороден син на Антиох IV от Комагена) и ражда прочутия атински гражданин Гай Юлий Филопап и Юлия Балбила. Клавдия Капитолина остава вдовица и се омъжва за Марк Юний Руф (префект на Египет 98 г.).